# Municipio de Bellefonte
El municipio de Bellefonte (en inglés: Bellefonte Township) es un municipio ubicado en el condado de Boone en el estado estadounidense de Arkansas. En el año 2010 tenía una población de 2380 habitantes y una densidad poblacional de 36,21 personas por km².

## Geografía
El municipio de Bellefonte se encuentra ubicado en las coordenadas 36°12′9″N 93°1′57″O / 36.20250, -93.03250. Según la Oficina del Censo de los Estados Unidos, el municipio tiene una superficie total de 65.74 km², de la cual 65,61 km² corresponden a tierra firme y (0,19 %) 0,12 km² es agua.

## Demografía
Según el censo de 2010, había 2380 personas residiendo en el municipio de Bellefonte. La densidad de población era de 36,21 hab./km². De los 2380 habitantes, el municipio de Bellefonte estaba compuesto por el 96,55 % blancos, el 0,21 % eran afroamericanos, el 1,01 % eran amerindios, el 0,21 % eran asiáticos, el 0,13 % eran de otras razas y el 1,89 % eran de una mezcla de razas. Del total de la población el 1,26 % eran hispanos o latinos de cualquier raza.